# Dysgonia constricta
Dysgonia constricta  là một loài bướm đêm thuộc họ Erebidae. Nó được tìm thấy ở New Guinea, New South Wales và Queensland.
Ấu trùng ăn Elaeocarpus obovatus.